# King's College (Cambridge)

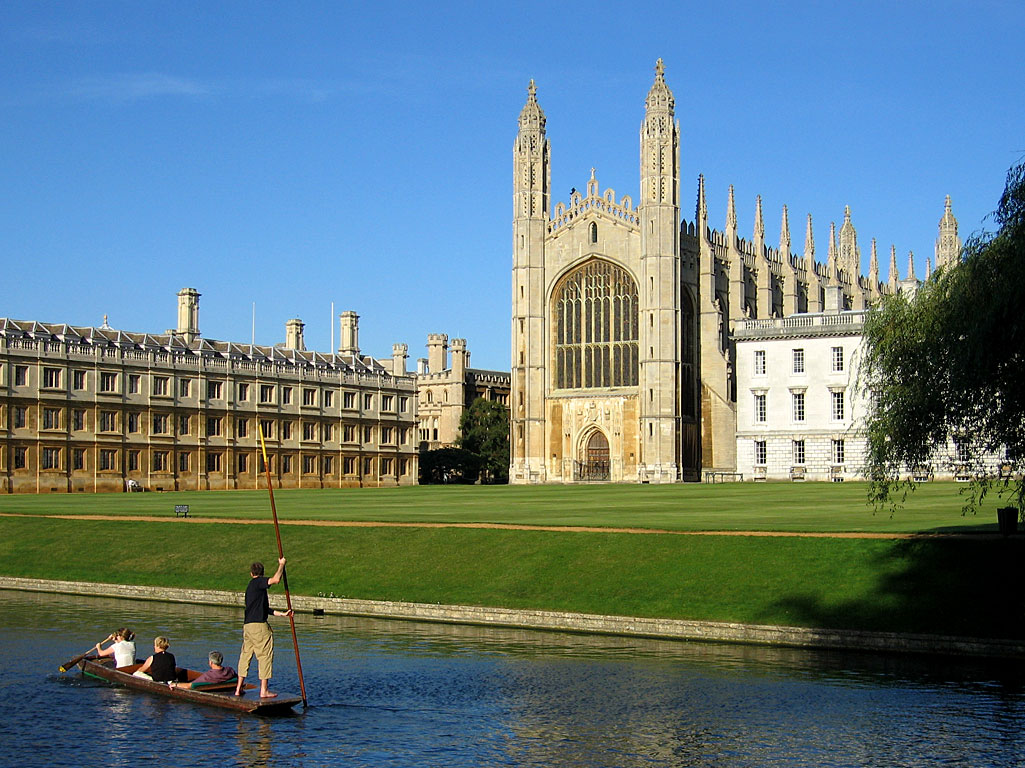
King's van achteren getoond

King's College is een van de constituerende colleges van de Universiteit van Cambridge in Engeland. Gesticht in 1441 is de formele naam van het college, The King's College of Our Lady and St. Nicholas in Cambridge. Binnen de universiteit van Cambridge wordt aan het college gerefereerd in de verkorte vorm "King's". Het college is een van de 'Big Three' colleges, samen met St John's en Trinity. Deze colleges krijgen jaarlijks doorgaans de meeste aanmeldingen en zijn het populairst onder toeristen. 
De kapel van het college geldt als een van de fraaiste voorbeelden van de Engelse perpendicular style. In het koor van de kapel hangt een groot altaarstuk van Peter Paul Rubens. Het aan deze kapel verbonden King's College Choir is een van de bekendste zangkoren van Engeland, met een eigen koorschool. In de kapel vindt jaarlijks op kerstavond een kerstdienst plaats met lezingen afgewisseld met carols, The Festival of Nine Lessons and Carols, sinds 1928 door de BBC-radio live uitgezonden.